# 4 New-yorkaises
Pour plus de détails, voir Fiche technique et Distribution.
4 New-yorkaises (Used People) est une comédie dramatique et romantique américano-japonaise réalisée par Beeban Kidron, sorti en 1992.

## Fiche technique
- Titre original : Used People
- Titre français : 4 New-yorkaises
- Réalisation : Beeban Kidron
- Photographie : David Watkin
- Sociétés de distribution : 20th Century Fox
- Pays de production :  États-Unis
- Langue originale : anglais
- Genre : Comédie dramatique
- Durée : 115 minutes
- Date de sortie en salles :
  - États-Unis : décembre 1992
  - France : 1993

## Distribution
- Shirley MacLaine : Pearl Berman
- Marcello Mastroianni : Joe Meledandri
- Bob Dishy : Jack Berman
- Kathy Bates : Bibby Berman
- Marcia Gay Harden (V. F. : Véronique Augereau) : Norma
- Jessica Tandy : Freida
- Sylvia Sidney : Becky
- Lee Wallace (en) : Oncle Harry
- Doris Roberts : Tante Lonnie
- Joe Pantoliano : Frank
- Charles Cioffi
- Helen Hanft : Tante Ruthie
- Louis Guss : Oncle Normy